# تروسپیوم کلرید
تروسپیوم کلرید (انگلیسی: Trospium chloride) دارویی است که برای درمان مثانه بیش‌فعال به کار می‌رود.
عوارض جانبی معمول آن مانند داروهای آنتی‌کولینرژیکی، یعنی خشکی دهان، ناراحتی معده، و یبوست است.. این عوارض جانبی باعث ایجاد مشکلاتی در افرادی می‌شود که داروی خود را طبق دستور مصرف می‌کنند. با این حال، مانند سایر داروهای هم رده خود، عوارض جانبی سیستم عصبی مرکزی ایجاد نمی‌کند. این دارو از دسته C بارداری است و تا حدودی در شیر مادر دفع می‌شود.
از نظر شیمیایی، این یک کاتیون آمونیوم چهارتایی است که باعث می‌شود به جای عبور از سد خونی مغز، در محیط باقی بماند. این دارو با شل شدن عضله صاف مثانه عمل می‌کند.
در سال ۱۹۶۶ ثبت اختراع شد و در سال ۱۹۷۴ برای استفاده پزشکی تأیید شد. برای نخستین بار در سال ۲۰۰۴ در ایالات متحده تأیید شد و نسخه توسعه یافته آن با دوز یک بار در روز در سال ۲۰۰۷ به بازار عرضه شد. در سال ۲۰۰۹ در اروپا عمومی شد و در ایالات متحده اولین نسخه عمومی با انتشار گسترده در سال ۲۰۱۲ تأیید شد.

## کاربرد پزشکی
تروسپیوم کلرید برای درمان مثانه بیش‌فعال با علائم بی‌اختیاری فوری و تکرر ادرار استفاده می‌شود.
این دارو نباید در افرادی که ادرار را در خود نگه می‌دارند، دارای بیماری‌های گوارشی شدید، میاستنی گراویس، گلوکوم با زاویه باریک یا تاکی آریتمی هستند، استفاده شود.
این دارو باید با احتیاط در افرادی که دارای مشکلات سیستم عصبی خودگردان (دیساآتونومی) هستند یا مبتلا به بیماری ریفلاکس معده به مری هستند، یا در افرادی که ضربان قلب سریع در آنها نامطلوب است، مانند افراد مبتلا به پرکاری تیروئید، بیماری عروق کرونر و نارسایی احتقانی قلب استفاده شود.
کلرید تروسپیوم در رده C بارداری قرار می‌گیرد، زیرا هیچ مطالعه کافی و کنترل شده‌ای در مورد کلرید تروسپیوم در زنان باردار وجود ندارد و در مطالعات حیوانی نشانه‌هایی از آسیب به جنین وجود دارد. این دارو تا حدودی در شیر مادران شیرده دفع میِشود. این دارو در کودکان مورد مطالعه قرار گرفت.

## عوارض جانبی
به مانند عوارض گوارشی داروهای آنتی‌کولینرژیک است و شامل خشکی دهان، سوء هاضمه و یبوست است. این عوارض جانبی منجر به مشکلاتی در پایبندی به ویژه برای افراد مسن می‌شود. تنها عارضه جانبی CNS سردرد است که بسیار نادر بود. تاکی‌کاردی یک عارضه جانبی نادر است.

## مکانیسم عمل
کلرید تروسپیوم یک آنتاگونیست موسکارینی است. کلرید تروسپیوم اثر استیل‌کولین را بر روی اندام‌های گیرنده موسکارینی که به ترکیبات از جمله مثانه پاسخ می‌دهند، مسدود می‌کند. عمل پاراسمپاتولیتیک آن ماهیچه صاف مثانه را شل می‌کند. سنجش گیرنده نشان داد که کلرید تروسپیوم میل ترکیبی ناچیزی برای گیرنده‌های نیکوتینی در مقایسه با گیرنده‌های موسکارینی در غلظت‌های به دست آمده از دوزهای درمانی دارد.